# カルロス・デ・アラゴン・デ・グレア・イ・デ・ボルハ
カルロス・デ・アラゴン・デ・グレア・イ・デ・ボルハ（Carlos de Aragón de Gurrea y de Borja, 1634年8月18日 - 1692年8月13日）は、スペインの貴族、政治家。第9代ビヤエルモサ公爵。副王職、総督職を歴任した。

## 生涯
ボルジア家の一員であり、聖フランシスコ・デ・ボルハの次男である初代マヤルデ伯爵フアン・デ・ボルハの曾孫にあたる。母および父方の祖母はアラゴン王フアン2世の庶子である初代ビヤエルモサ公爵アルフォンソの子孫である。1656年にマリア・エンリケス・デ・グスマン（Maria Enriquez de Guzman）と結婚するが、間に嫡子を儲けることはなかった。
1675年にスペイン領ネーデルラント総督に赴任するが、当時の南ネーデルラントはフランスとオランダの間で起きたオランダ侵略戦争の戦場と化しており、在職中に任地における総督府の支配権を回復することは出来なかった。1678年に金羊毛騎士団の騎士叙任を受けた。1688年から1690年にかけ、カタルーニャ副王を務めた。